# Tripterotyphis
Genre
Synonymes
- genre Nothotyphis C. A. Fleming, 1962[1]
- sous-genre Pterotyphis (Tripterotyphis) Pilsbry & H. N. Lowe, 1932[1]
- sous-genre Pterynotus (Nothotyphis) C. A. Fleming, 1962[1]
- sous-genre Typhis (Tripterotyphis) Pilsbry & H. N. Lowe, 1932[1]

Tripterotyphis est un genre de mollusques gastéropodes marins de la famille des Muricidae.

## Liste d'espèces
Selon World Register of Marine Species (14 mars 2021) :
- Tripterotyphis arcana (DuShane, 1969)
- Tripterotyphis colemani (Ponder, 1972)
- Tripterotyphis fayae (Keen & G. B. Campbell, 1964)
- Tripterotyphis lowei (Pilsbry, 1931)
- Tripterotyphis norfolkensis (C. A. Fleming, 1962)
- Tripterotyphis robustus (Verco, 1895)
- Tripterotyphis tenuis Garrigues, 2020
- Tripterotyphis triangularis (A. Adams, 1856)